# 文化摩擦
文化摩擦（ぶんかまさつ）とは、ある文化の常識・価値観と、他の文化の常識・価値観とが衝突することを指す。
お互いの考え方や姿勢が衝突を起こすことが多い。文化摩擦は主に性差、制度も含めた地域差、思考パターンの違いや世代の違いなどによって起こる場合が多い。
また、価値観の異なる個人間でも、文化摩擦は起きる。